# 인터슬라빅

인터슬라빅 언어의 기

인터슬라빅(Interslavic, medžuslovjansky / меджусловјанскы)은 판슬라브어 권역어이다. 슬라브어파에 기반을 둔다. 목적은 각기 다른 슬라브족의 대표들 간 소통을 용이케 하고 슬라브어를 모르는 사람들이 슬라브족과 최대한 이해 가능하도록 소통할 수 있게 하는 것이다. 슬라브족에게는 교육 역할도 이행이 가능하다.
인터슬라빅은 준인공어로 분류될 수 있다. 
인터슬라빅 프로젝트는 2006년 슬로비안스키(Slovianski)라는 이름으로 시작되었다. 2011년, 슬로비안스키는 다른 2개의 프로젝트와 병합 후 완전히 개혁되어 "인터슬라빅"이라는 결과로 이어졌고 1908년 체코인 Ignác Hošek에 의해 처음 제안되었다.
인터슬라빅은 라틴어, 키릴어 문자 중 하나를 사용하여 작성된다.
2022년 기준 2만여명의 화자가 존재한다.

## 알파벳
| 라틴 문자 | 키릴 문자 | 키보드 대체                      | 발음  |
| --------- | --------- | -------------------------------- | ----- |
| A a       | A а       |                                  | a     |
| B b       | Б б       |                                  | b     |
| C c       | Ц ц       |                                  | ts    |
| Č č       | Ч ч       | 라틴. cz, cx                     | t͡ʃ~tʂ |
| D d       | Д д       |                                  | d     |
| DŽ dž     | ДЖ дж     | 라틴. dż, dzs, dzx               | d͡ʒ~dʐ |
| E e       | Е е       |                                  | ɛ     |
| Ě ě       | Є є       | 라틴. e, 키릴. е (또는 이전에 ѣ) | jɛ    |
| F f       | Ф ф       |                                  | f     |
| G g       | Г г       |                                  | ɡ~ɦ   |
| H h       | Х х       |                                  | x     |
| I i       | И и       |                                  | i     |
| J j       | Ј ј       | 키릴. й                          | j     |
| K k       | К к       |                                  | k~h   |
| L l       | Л л       |                                  | ɫ~l   |
| Lj lj     | Љ љ       | 키릴. ль                         | l~ʎ   |
| M m       | М м       |                                  | m     |
| N n       | Н н       |                                  | n     |
| Nj nj     | Њ њ       | 키릴. нь                         | nʲ~ɲ  |
| O o       | О о       |                                  | ɔ     |
| P p       | П п       |                                  | p     |
| R r       | Р р       |                                  | r     |
| S s       | С с       |                                  | s     |
| Š š       | Ш ш       | 라틴. sz, sx                     | ʃ~ʂ   |
| T t       | Т т       |                                  | t     |
| U u       | У у       |                                  | u     |
| V v       | В в       |                                  | v     |
| Y y       | Ы ы       | 라틴. i, 키릴. и                 | i~ɪ~ɨ |
| Z z       | З з       |                                  | z     |
| Ž ž       | Ж ж       | 라틴. ż, zs, zx                  | ʒ~ʐ   |

## 같이 보기
- 권역어